# سوسمار باغی هندی

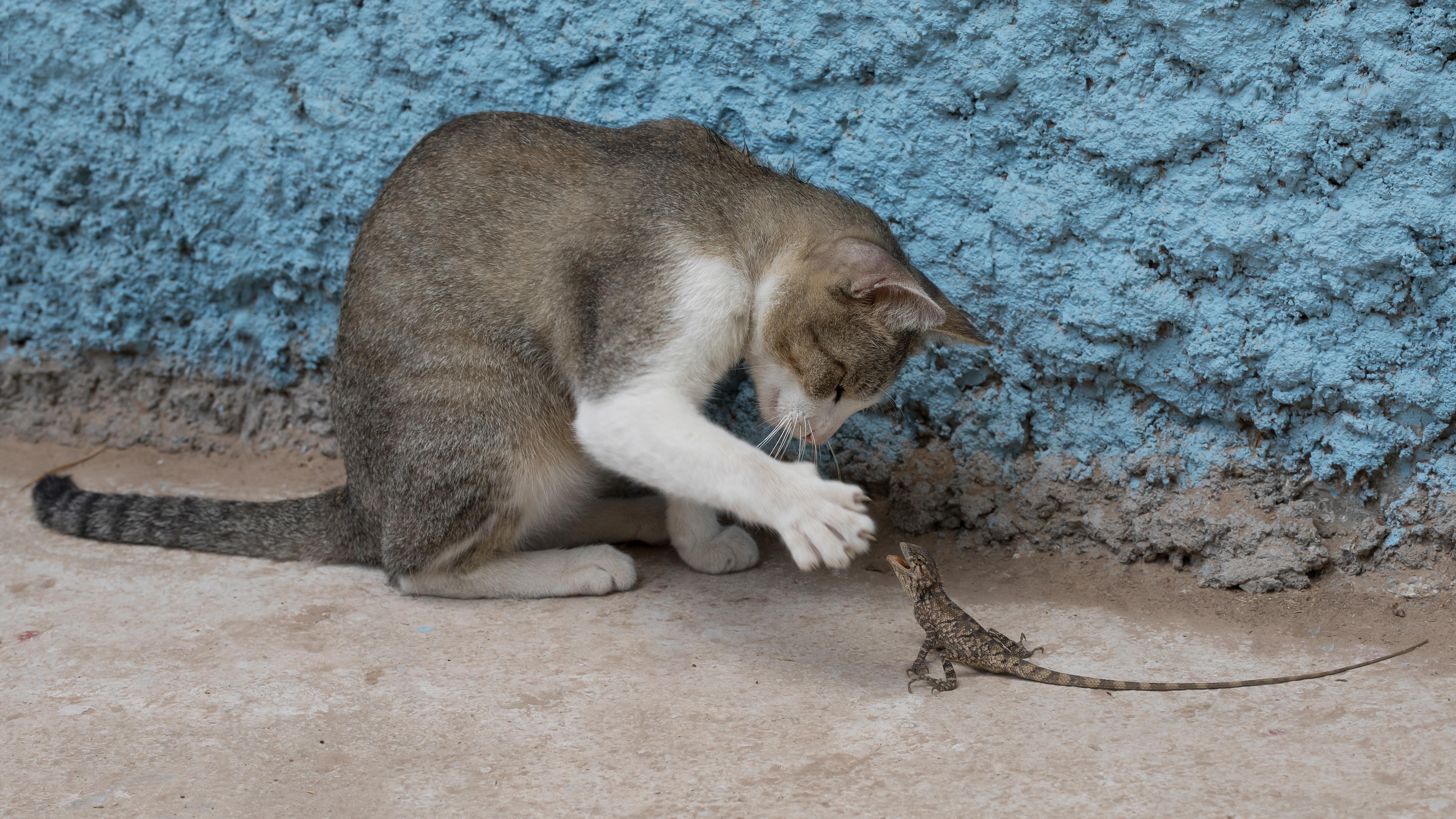
نگاره‌ای از بازی گربهٔ خانگی با مارمولک باغی هندی در لائوس.

سوسمار باغی هندی (نام علمی: Calotes versicolor) نام یک گونه از زیرراسته ایگوآناسانیان است.